# Umbonula ovicellata
Umbonula ovicellata is een mosdiertjessoort uit de familie van de Umbonulidae. De wetenschappelijke naam van de soort is voor het eerst geldig gepubliceerd in 1944 door Hastings.